# Schabziger
Le schabziger ou schabzigier est un fromage suisse originaire du canton de Glaris. Il est appelé Sap Sago dans les pays de langue latine et anglaise.

## Description
C'est un fromage au lait de vache, maigre (moins de 3 % de matière grasse), fait avec du Sérac (fromage). Lors de sa fabrication, on ajoute à son caillé des feuilles séchées et réduites en poudre de trèfle aromatique mélilot (ou trigonelle bleue, Trigonella caerulea), ce qui lui procure une couleur vert tendre.
Son odeur est réputée forte, mais son goût l'est encore plus. Rares sont ceux qui mangent ce fromage directement. Il est plutôt utilisé comme assaisonnement (le plus souvent râpé, sur des pâtes nature par exemple) ou tartiné sur du pain (mélangé avec du beurre).
Il est habituellement conditionné sous forme de cône tronqué, 7,5 cm à sa base sur 5 cm à son sommet, pour une hauteur de 10 cm. Il pèse de 100 à 450 grammes.
De nombreuses recettes utilisent ce fromage, comme les rösti glaronais, assaisonnés au schabziger.

## Historique
Le Schabziger est le plus ancien produit de marque protégée en Suisse : la recette a été fixée le 21 avril 1463 par la Landsgemeinde de Glaris,,.
Il fut vendu en Suisse par des vendeurs ambulants avec hotte sur le dos, les Zigermannli, qui venaient de Glaris et ce jusqu'aux années 1970. Ils pratiquaient la vente à la criée en criant le mot Schabzigre à la cantonnade.